# Szadduceusok
A szadduceusok egy – elsősorban politikai – párt volt a zsidóságon belül az i. e. 2. századtól a Második Templom pusztulásáig. A másik két pártot ebben az időben a farizeusok és az esszénusok alkották. Nevüket valószínűleg Cádok főpapról kapták.

## Történetük
A szadduceusok tagjai főként a papság és a papsággal rokoni kapcsolatokat kialakító családok köréből kerültek ki. Tulajdonképpen az egész zsidó arisztokrata pártot a szadduceus névvel illették, így a gazdagok nagy része is ide tartozott. Amikor Jonatán i. e. 153-ban főpapként összekapcsolta a vallási és politikai hatalmat, a korábbi papi családok szorosabbra fűzték kapcsolataikat, és ellenálltak a hatalom központosításának. Mivel a főtanácson belül erős pártot alkottak, jelentős hatalmi tényezőnek számítottak. Ióannész Hürkanosz (i. e. 134–104) először a farizeusokat támogatta, később azonban a szadduceusok oldalára állt. Alexandra (i. e. 76–67) uralma alatt ismét a farizeusok erősödtek meg, olyannyira, hogy II. Arisztobulosz (i. e. 67–63) idejében is fölényben maradtak, jóllehet ő nem őket támogatta. Nagy Heródes (i. e. 36–7) mindkét pártot igyekezett háttérbe szorítani.
Jézus idejében a farizeusok hatása lehetett erősebb a nép körében, de a főpapok a szadduceusok közül kerültek ki. Jézussal főként működése vége felé helyezkedtek szembe, és elítélésében a szadduceus Kaifás főpap jelentős szerepet játszott.
Jeruzsálemnek mint a szadduceus papság központjának pusztulása (70) után a zsidóságon belüli vezető szerep a farizeusok kezébe került, a szadduceusok pártját többé nem is említik.

## Tanaik
A szadduceusok – a farizeusokkal együtt – elismerték a Tóra tekintélyét, viszont az azt kiegészítő hagyományokat, magyarázatokat nem fogadták el. Tagadták a holtak feltámadását. Vallásosságuk inkább külsőségekben rejlett, de teológiai kérdésekben konzervatívabbak voltak a farizeusoknál. A Tóra, vagyis Mózes öt könyve kivételével minden más vallási iratot elutasítottak. Arra törekedtek, hogy a Tóra törvényei (amelyeket ők betű szerint értelmeztek) teljes mértékben érvényesüljenek a zsidó társadalomban. A lélek szerintük nem halhatatlan, feltámadás sem lesz, mivel erről a Tórában említés sem történik. Ítélőbírákként a már akkor elévültnek számító megtorlási jogot érvényesítették, és a felelősségre vonást kiterjesztették a tulajdonosra olyankor is, ha annak háziállata vagy rabszolgája okozott kárt (ezzel szemben például a farizeusok a pénzbírságot támogatták). A Tórában lefektetett papi előjogokhoz és a Jeruzsálemi szentélynek a kultuszban betöltött elsődleges szerepéhez mereven ragaszkodtak. Az újszövetségi Szentírás (Újtestamentum) túlzottan evilágias gondolkodásúnak festi le a szadduceusokat, akik a feltámadást nevetség tárgyáva akarják tenni az egyik Jézussal folytatott vitájukban, amelyre Jézus rövid, találó és egyértelmű választ ad cáfolatként. A keresztény tanítások szerint a szadduceusok azért tagadták a feltámadást, hogy jól éljenek, s ők hajlottak leginkább a rómaiakkal való együttműködésre.